# Lebanon megye
Lebanon megye az Amerikai Egyesült Államokban, azon belül Pennsylvania államban található. Megyeszékhelye Lebanon, legnagyobb városa Lebanon. Lakosainak száma 143 257 fő (2020. április 1.). Lebanon megye Schuylkill, Berks, Lancaster és Dauphin megyékkel határos.

## Népesség
A megye népességének változása:
| Lakosok száma | 133 739 | 134 465 | 135 406 | 135 486 | 137 067 | 143 257 |
|               | 2010    | 2011    | 2012    | 2013    | 2015    | 2020    |